# Sybil Fane, Condessa de Westmorland
Sybil Mary Fane (nascida Sybil Mary Sr. Clair-Erskine; Mayfair, 20 de agosto de 1871 – Marylebone, 21 de julho de 1910) foi uma aristocrata inglesa. Ela foi condessa de Westmorland pelo seu casamento com Anthony Fane, 13.° Conde de Westmorland.

## Família
Sybil Mary foi a segunda filha e quarta criança nascida de Robert St Clair-Erskine, 4.° Conde de Rosslyn e de Blanche Adeliza Fitzroy.
Os seus avós paternos foram James St Clair-Erskine, 3.° Conde de Rosslyn e Frances Wemyss. Os seus avós maternos foram o juiz de paz Henry Fitzroy de Northamptonshire e Jane Elizabeth Beauclerk.
A mãe de Sybil, Blanche Adeliza, era descendente do rei Carlos II através de sua amante Nell Gwyn através de Jane Beauclerk e Henry Fitzroy. Blanche também era descendente dos Duques de Grafton através de seu avô, o reverendo Henry Fitzroy, e através deles de Carlos II e sua amante Barbara Palmer. A avó materna de Blanche, Charlotte Ogilvie, era filha do segundo casamento de Emily FitzGerald, Duquesa de Leinster, uma das irmãs Lennox, e através dela era novamente uma descendente de Carlos II, e de sua amante francesa, Louise de Keroualle. 
Ela teve quatro irmãos: Millicent, esposa de Cromartie Sutherland-Leveson-Gower, 4.° Duque Sutherland, James St Clair-Erskine, 5.° Conde de Rosslyn, Alexander Fitzroy, e Angela Selina Bianca, esposa do tenente-coronel James Stewart Forbes.
Pelo primeiro casamento da mãe com o coronel Charles Henry Maynard, teve duas meia-irmãs mais velhas: Frances Evellyn, mais conhecida como Daisy, esposa de Francis Greville, 5.° Conde de Warwick e Blanche, esposa do coronel Algernon Charles Gordon-Lennox.

## Biografia

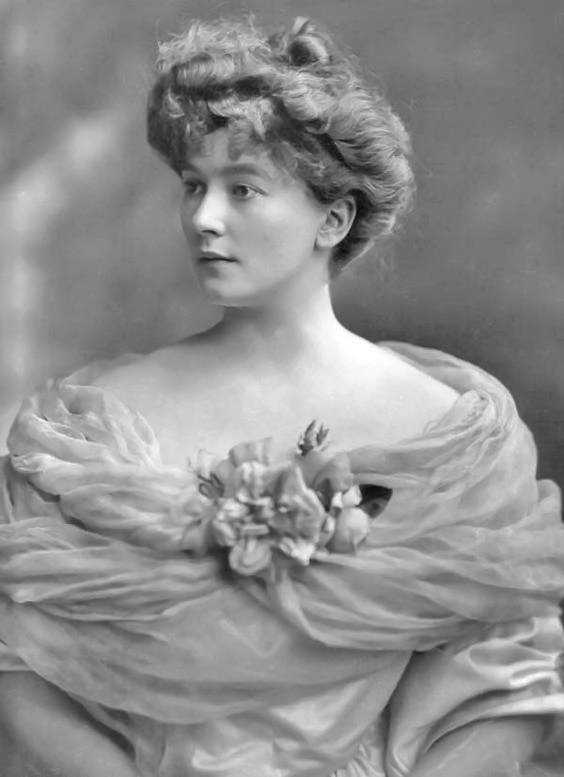
Sybil fotografada quando ainda era solteira, por fotógrafo desconhecido.

Sybil era renomada pela sua beleza, e para mantê-la, fazia uso de cosméticos, o que era considerado ousado para época. Ela era associada ao grupo conhecido como The Souls, tendo sido apresentada por George Curzon, 1.º Marquês Curzon de Kedleston.
Em 28 de maio de 1892, Sybil se casou Anthony Mildmay Julian Fane, o Conde de Westmorland, filho de Francis Fane, 12.° Conde de Westmorland e de Adelaide Ida Curzon-Howe. O casamento ocorreu na Igreja de São Miguel, no distrito londrino de Belgravia. O casal teve quatro filhos, dois meninos e duas meninas.

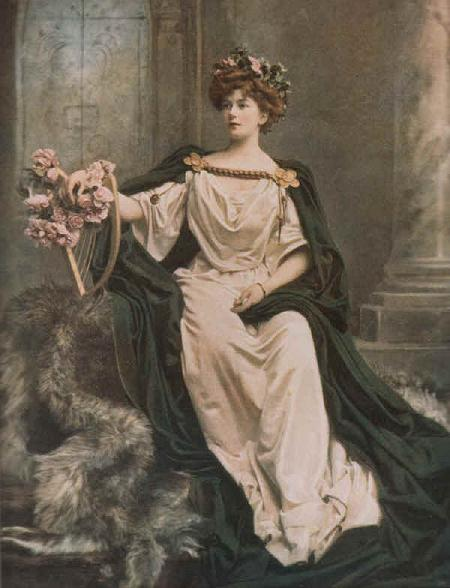
A condessa vestida como uma alegoria de Britânia, por Lafayette Studio, em fevereiro de 1900.

Em julho de 1897, Sybil compareceu ao baile de Louisa Cavendish, Duquesa de Devonshire em Devonshire House, realizado para celebrar o Jubileu de Diamante da rainha Vitória do Reino Unido, e foi uma das festas mais extravagante de todos os tempos. Pediu-se para que os convidados fossem fantasiados como figuras alegóricas ou históricas, desde antes do ano de 1815. Sybil vestiu-se como Hebe, deusa da juventude, carregando uma taça dourada nas mãos, com uma enorme águia empalhada presa aos seus ombros, numa imitação de uma pintura por Joshua Reynolds.Os fotógrafos da sociedade do Lafeyette Studios de Bond Street, armaram uma tenda no jardim, e as fotografias da época estão presentes ainda hoje em Chatsworth House. 
Consuelo Spencer-Churchill, Duquesa de Marlborough, descreveu a aparência da condessa no evento:
"Ela tinha, talvez, o rosto mais perfeito. Eu posso vê-la agora num filme peplum representando Hebe. As penas cinzas de uma águia empalhada realista empoleirada no seu ombro, provocava o brilho glorioso de seu cabelo ruivo."
Ela foi a inspiração usada para criar a personagem de Lady Roehampton no romance The Edwardians da autora Vita Sackville-West.
A condessa de Westmorland faleceu em 21 de julho de 1910 na rua Queen Anne's Street no distrito londrino de Marylebone, com apenas 38 anos de idade. Ela foi enterrada na Capela de Rosslyn, na Escócia, a qual foi fundada pelo clã Sinclair no século XIV. 

## Descendência
- Vere Anthony Francis St. Clair Fane, 14.° Conde de Westmorland (15 de março de 1893 – 12 de maio de 1948), antes de suceder como conde, ele lutou na Batalha da Jutlândia durante a Primeira Guerra Mundial, a bordo do cruzador de batalha H.M.S. Lion, e também foi tenente-comandante na Marinha Real Britânica. Foi o segundo marido de Diana Lister, com quem teve três filhos;[8]
- Enid Victoria Rachel Fane (24 de abril de 1894 – 9 de setembro de 1969), foi esposa do major Henry Cecil Vane, mas não teve filhos. Após a morte dele, casou com o major Herbert Broke Turnor e teve duas filhas, Rosemary Sybil e Pamela. Rosemary foi mãe de Neil Edmund McCorquodale, marido de Sarah Spencer, irmã de Diana, Princesa de Gales;
- Mountjoy John Charles Wedderburn Fane (8 de outubro de 1900 – 9 de outubro de 1963), foi um major do Royal Army Service Corps, e nomeado Deputy Lieutenant de Lincolnshire em 1952. Foi casado com Agatha Isabel Acland-Hood-Reynardson, com quem teve dois filhos;
- Violet Gloria Sybil Fane (n. 11 de abril de 1902).